# Estado del Mar Rojo
Mar Rojo (en árabe: Al Bahr al Ahmar) es uno de los 18 estados de Sudán. Tiene un área de 218.887 km² y una población estimada de 1.396.000 (2010). Es el único estado de Sudán que tiene salida al mar Rojo, por esto el estado tiene este nombre, por lo tanto un estado clave en el comercio marítimo, además que tiene anexionado la parte del Triángulo de Hala'ib que es territorio en disputa con Egipto ya que en 2004, el presidente de Sudán Omar Al-Bashir reclamó de nuevo la soberanía de la zona. Al-Bashir insistió en que Sudán nunca había renunciado a la soberanía de la ciudad y su entorno. Las declaraciones se interpretan como una respuesta al reciente descubrimiento de reservas de petróleo en la zona. Puerto Sudán es la capital del estado.

## Distritos
- Bur Sudan (Port Sudan)
- Gebiet Elma'din
- Haya
- Sawakin
- Sinkat
- Gunob Awlieb
- Derodieb
- Tokar
- Ageeg